# Cadillac Serie 40
La Serie 40 è un'autovettura di lusso prodotta dalla Cadillac nel 1935.

## Storia
Sostituì la Serie 370. Rispetto al modello antenato, le modifiche furono minori e si concentrarono sui paraurti. La Serie 40 era spinta da un motore V12 da 6 L di cilindrata e 135 CV di potenza.
La Serie 40 era offerta in alcuni tipi di carrozzeria ed in diversi allestimenti. In totale, le possibili combinazioni erano 54. Il prezzo andava dai 3.995 dollari della berlina cinque posti versione Standard, ai 6.395 dollari della cabriolet allestimento Town.
Nel 1936 uscì di produzione e venne sostituita dalla Serie 80. Il numero esatto di esemplari assemblati è sconosciuto.